# Крістіан Торо Карбальйо
Крісті́ан Ісаа́к То́ро Карба́льйо (ісп. Cristian Isaac Toro Carballo, нар. 29 квітня 1993, Ла-Асунсьйон) — іспанський спортсмен-веслувальник, що спеціалізується на спринті.

## Участь у міжнародних змаганнях
На Олімпіаді 2016 у Ріо-де-Жанейро Крістіан Торо у парі з Саулом Кравіотто завоював золоту медаль на перегонах байдарок-двійок на дистанції 200 м.